# Static Tensions
Static Tensions ist das vierte Studioalbum der amerikanischen Sludge-Band Kylesa. Es erschien am 17. März 2009 bei Prosthetic Records.

## Entstehung
Nach Abschluss einer Europa-Tournee mit Baroness begannen die Sänger und Gitarristen Phillip Cope und Laura Pleasant gemeinsam mit dem Schlagzeuger Carl McGinley im Februar 2008 mit dem Songwriting für Static Tensions. Der zweite Schlagzeuger Eric Hernandez, der zu der Zeit in Miami lebte, nahm im Zuge des Songwritings an einigen Jamsessions teil und steuerte einige Ideen bei. Nach Abschluss der Arbeiten im Juni 2008 sagte der befreundete Bassist Javier Villegas zu, die Bassspuren zu Static Tensions einzuspielen. Villegas war bereits als Gastmusiker bei Liveauftritten tätig. Die Aufnahmen begannen im Juli, dauerten bis Oktober und fanden weitestgehend im Jam Room in Columbia, South Carolina, statt. Erstmals buchte die Band zusätzlich zum Haupt- ein Nebenstudio, in dem Laura Pleasant gemeinsam mit Toningenieur Jay Matheson einen Großteil ihrer Gitarrenspuren aufnahm. Der Albumtitel bedeutet auf Deutsch „statische Spannungen“, ein Begriff aus der Mechanik, der den Punkt beschreibt, an dem Material bricht. Er soll im übertragenen Sinn dafür stehen, dass „wir … in einer Zeit der Anspannung und des Drucks, persönlich, national, sozial und ökonomisch [leben]“, und dass die dabei entstehenden Gefühle irgendwann ausbrechen. Das Artwork stammt von Baroness-Sänger John Baizley.

## Titelliste
1. Scapegoat – 3:25
2. Insomnia for Months – 2:04
3. Said and Done – 4:09
4. Unknown Awareness – 4:22
5. Running Red – 5:46
6. Nature's Predators – 4:10
7. Almost Lost – 3:03
8. Only One – 5:20
9. Perception – 3:43
10. To Walk Alone – 4:22

## Kritiken
Patrick Schmidt vom Rock Hard meint, dass Kylesa mit dem Album „ihren außergewöhnlichen Stil nahezu perfektioniert“ hätten, den er als Mischung aus „dreckigen, Sabbath-getränkten Riffs … mit der unheimlich agilen, sehr dominanten Rhythmussektion“ beschreibt. Schmidt nennt Einflüsse aus dem Psychedelic und Krautrock der 1970er Jahre und vergleicht die Musik mit Mastodon. Eduardo Rivadavia von Allmusic nennt das Album unvorhersehbar und meint, dass es das Album wert sei, mehrfach gehört zu werden, um alle seine „aufregenden Qualitäten“ zu entdecken. Markus Sievers vom Onlinemagazin powermetal.de lobt den Sound des Albums als „organisch druckvoll“ und „völlig ungekünstelt“ und sieht Static Tensions stilistisch in der Schnittmenge aus Doom Metal, Psychedelic, Classic Rock und Punk. Das deutsche Magazin Visions führte im Frühjahr 2017 das Album in ihrer Liste der 66+6 besten Metal-Alben des dritten Jahrtausends.